# Wet van Posthumus
De wet van Posthumus is een wet ontdekt door de Nederlandse onderwijskundige Kornelis Posthumus (1902-1972) die het beoordelingsgedrag van leraren beschouwt. Ze stelt dat de leraren hun cijfers altijd onwillekeurig aanpassen aan het niveau van de groep.
De wetmatigheid wordt verklaard doordat de leraar zijn lesniveau afstemt op de middengroep van de klas. Deze groep, ongeveer de helft van de klas, zal hij uiteindelijk belonen met een cijfer tussen zes en zeven. Een kwart zal een onvoldoende halen, en een kwart behaalt een beter cijfer dan de zeven.
Posthumus publiceerde in 1940 zijn bevindingen in het algemeen-cultureel tijdschrift De Gids.